# アグモン
アグモンはデジタルモンスターシリーズに登場する架空の生命体・デジタルモンスターの一種。

## 概要
『デジタルモンスターVer.1』で初登場した最古参の成長期デジモン。登場する作品はかなり多く、アニメ『デジモンアドベンチャー』の前後から勇敢であるとの設定、『デジモンペンデュラムZERO』あたりからウイルスバスターズのルーキーであるという設定などが徐々に付け足された。
全身オレンジ色で、ややデフォルメをかけた小型の肉食恐竜のような出で立ち。
アニメ『デジモンアドベンチャー』では主人公・八神太一のパートナーデジモンに、アニメシリーズ第5作である『デジモンセイバーズ』ではデザインが少し変更され、再度主人公デジモンとなる。

### 各国の日本国外名
- 英語：アグモン(Agumon)
- 韓国語：アグモン(ハングル：아구몬)

## 種族としてのアグモン

### 基本データ
- 世代/成長期[1]
- タイプ/爬虫類型[1]
- 属性/ワクチン
- 必殺技/ベビーフレイム[1]
- 得意技/スピットファイア，するどいツメ
- 勢力/ネイチャースピリッツ，ウイルスバスターズ

成長し肉食恐竜のような姿になった二足歩行の爬虫類型デジモン。
必殺技
ベビーフレイム
口から小型の火球を吐いて攻撃する。

### X抗体版
- 世代/成長期
- タイプ/恐竜型[2]
- 属性/ワクチン
- 必殺技/ベビーフレイム、ベビーバーナー[2]

デジモンペンデュラムエックス1.0から登場。腹部が白くなり、グレイモンの特徴である脚部の青いラインが現れて関連性が強くなった。データとしてタイプが爬虫類型から恐竜型に置き換わり、必殺技がベビーバーナーになるなど細かい変更がなされた。

### ウィルス種
- 世代/成長期
- タイプ/爬虫類型
- 属性/ウィルス
- 必殺技/ベビーフレイム

デジタルモンスターカードゲームから登場したアグモンのウィルス変異種。ワクチン種のものと比べてより凶暴になっている。所謂「色違いデジモン」の中では登場作はかなり多く、ブラックウォーグレイモンの成長期としてバトルスピリットやデジモンバトルクロニクルなどにも登場している。

### ウィルス種X抗体版
- 世代/成長期
- タイプ/爬虫類型
- 属性/ウィルス
- 必殺技/BBバーナー

ウイルス種個体のX進化版。分類はこれまでと同じ爬虫類型。獰猛な性質のまま高い攻撃力で凶暴な狩りをする姿はまるで暴走するようにも例えられる。必殺技は口の中に火をためてそれを一気に吐き出す「BBバーナー」。

### 2006年アニメ版
- 世代/成長期
- タイプ/恐竜型
- 属性/ワクチン
- 必殺技/ベビーフレイム、ベビーバーナー

アニメ『デジモンセイバーズ』および『デジヴァイスic』に登場する従来のアグモンと異なる特殊な存在。腕に赤い革ベルトをつけ、指が3本になっている。X抗体版の必殺技であるベビーバーナーが使用可能になっている。

### アグモン博士
- 世代/成長期
- タイプ/恐竜型
- 属性/ワクチン
- 必殺技/ハカセボウ、ハカセボー

### 勇気の絆
- 世代/究極体
- タイプ/不明
- 属性/不明
- 必殺技/レッドリーマー、ストラッシュサラマンダー、ガイアブレイブ

映画『デジモンアドベンチャー Last Evolution 絆』に登場したアグモンの新たな進化系。レベルは究極体となっている。
アグモンと太一の間にある絆と無限の可能性の果てに到達した伝説にして最後の進化形態。人間との長い交流により彼らへの理解が深まったことで、進化した姿もまた人間に近いものとなり、さらに太一が持つ不屈の「勇気」が熱い炎という形で全身から吹き出しており、それがアグモン自身の厚い信頼の証にもなっている。
必殺技は手甲に付けられた爪の先より赤光の高密度レーザーを発射する「レッドリーマー」、細長い尻尾の槍で相手を刺し貫く「ストラッシュサラマンダー」、そして勇気の炎を超高熱のエネルギー弾として解き放つ「ガイアブレイブ」。
2020年2月28日にデジモンウェブのデジモン図鑑に追加され、詳細設定が判明した。

### 亜種・関連種・その他
- ユキアグモン
- トイアグモン
- クリアアグモン
- ドットアグモン
- ブシアグモン
- サンタアグモン
- ダークアグモン
- グレイモン
- スカルグレイモン
- メタルグレイモン
- ダークメタルグレイモン
- ウォーグレイモン
- ブラックウォーグレイモン
- ビクトリーグレイモン
- ジオグレイモン
- ライズグレイモン
- シャイングレイモン

## 登場キャラクターとしてのアグモン

### デジモンアドベンチャー、デジモンアドベンチャー02、デジモンアドベンチャー tri.
声は坂本千夏。ダークマスターズの侵攻から逃れるためにゲンナイが持ち去り、ファイル島に残したデジタマの1つ。他のデジモンと共に成長し、人間の子供たちの到来を待っていた。
八神太一（アニメ版）と特殊な繋がりを持ち、心の特質の力を受けることで進化できるパートナーデジモンであり、太一と出会ってからはデジヴァイスや紋章、タグといったアイテムの力を借りてより強力な進化段階である成熟期や完全体に（普通のデジモンには起こりえない一時的な）進化を遂げ、子供たちに襲いかかるデジモンたちに立ち向かっていく。
成熟期でグレイモン、完全体で、メタルグレイモン（橙）究極体でウォーグレイモン、メタルガルルモンとの合体でオメガモンに進化した。デフォルトはアグモンだが、誕生直後はボタモンであり、その後コロモンに自力で進化したが、完全体以上からの進化解除時はエネルギーを大量に消耗するためコロモンに退化してしまう（戦況によってはアグモンに退化することもある）。
また、太一が焦りから勇気を履き違えたことによる影響と、イービルリングをつけられた時にスカルグレイモン、イービルスパイラルの力でメタルグレイモン（青）に進化し、暴走して仲間のデジモンたちに襲いかかったこともある。前者については小説版で元々そういった進化をする資質を持っていたという記述がなされている。
基本的に一人称は「ボク」で太一にも親しく話しかけるが、02の終盤では一人称が「俺」になり、太一に敬語を使ったこともあった。他、進化の段階によって多少性格が変化することがある。
| レベル   | 名称                 | 進化過程                                            | 備考 |
| -------- | -------------------- | --------------------------------------------------- | --- |
| 幼年期I  | ボタモン             | デジタマから誕生                                    | 回想シーンのみの登場 |
| 幼年期II | コロモン             | ボタモンから自力で進化                              | 初登場時、および完全体・究極体から退化時 |
| 成長期   | アグモン             | コロモンから進化                                    | 基本形態、アグモン以降は太一の力を借りて進化する                                                                                            |
| 成熟期   | グレイモン           | アグモンから通常進化                                | |
| 完全体   | メタルグレイモン     | グレイモンから超進化                                | 太一の正しい勇気が勇気の紋章を輝かせたことで超進化したワクチン種のメタルグレイモン                                                          |
| 完全体   | スカルグレイモン     | グレイモンから暗黒進化                              | 太一が勇気の意味を履き違えたことによる進化                                                                                                  |
| 完全体   | メタルグレイモン(青) | グレイモンから暗黒進化                              | デジモンカイザーによって暗黒進化したウィルス種のメタルグレイモン                                                                            |
| 究極体   | ウォーグレイモン     | アグモンからワープ進化 メタルグレイモンから究極進化 | 太一が妹・ヒカリのエンジェウーモンに紋章の力が込められた矢で射られたことを切っ掛けに進化を果たす tri.ではワープ進化から究極進化へ変更された |
| 究極体   | オメガモン           | ウォーグレイモンがメタルガルルモンと合体            | デジモンアドベンチャー ぼくらのウォーゲーム!、ディアボロモンの逆襲、tri.、LAST EVOLUTION 絆に登場                                           |

#### 楽曲
- 進化でガッツ!
- アグモンONDO
- Team
- Butter-Fly

### デジモンセイバーズ
声は松野太紀（ナレーションも兼任）。主人公・大門大のパートナーデジモンで、一人称は「オレ」で、大を「兄貴」と呼ぶ。赤い革ベルトを拳に付けている。ラプター1としてDATSに追われる中、大と喧嘩を通して互いの力を認め合い子分となる。その後、紆余曲折を経てDATSの一員となり、大門家に溶け込んでいく。第35話でトーマの裏切りをきっかけに力を暴走させデジタマにまで戻ってしまうが、第37話でベルフェモンと化した倉田と戦うため大によって戦場に運びこまれその場で復活した。
デジモンアドベンチャーの『アグモン』の進化形態が全体的に黄色を基調としていたのに対し、本作品の『アグモン』の進化形態は赤色を基調としている。
- コロモン⇔アグモン⇔ジオグレイモン⇔ライズグレイモン⇔シャイングレイモン⇔シャイングレイモン：バーストモード⇔シャイングレイモン：ルインモード（一時的）

#### 楽曲（セイバーズ）
- あぁ卵焼き
- Team?

### デジモンネクスト
主人公・龍野ツルギのパートナーデジモン。当初はグレイモンであったが、途中でジオグレイモンに進化するようになる。
- コロモン⇔アグモン⇔ジオグレイモン⇔ライズグレイモン→ビクトリーグレイモン

### デジモンクロスウォーズ
デジメモリに封印された伝説のデジモンとして三体登場。
また、別固体として上記のアドベンチャーとセイバーズのアグモンがパートナーと共に登場した。
二回目の登場時は上記のバーストモード状態で登場した。

### デジモンユニバース アプリモンスターズ
旧作ゲーム『デジモンユニバース』の登場キャラとしての登場。作中ではワープ進化と共にグローブモンとのタッグバトルを見せている。なお、今作におけるパートナーは新海ハル。

### デジモンアドベンチャー:
新シリーズの主人公・八神太一のパートナーデジモン。旧シリーズとは違いアグモンからウォーグレイモンへワープ進化はせず、メタルグレイモンからウォーグレイモンへ進化する。
メタルグレイモンからブリッツグレイモンへ進化したこともある。
- コロモン⇔アグモン⇔グレイモン⇔メタルグレイモン⇔ウォーグレイモン⇔オメガモン

### デジモンゴーストゲーム
第13話にウイルス種がブラックアグモンとして登場。ガンマモンがグルスガンマモンに暗黒進化した際にその様子を見つめていた。その正体はクオンタモンの命令を受けてグルスガンマモンを監視していたデジモン。

### デジモンサヴァイブ
タクマのパートナーデジモン。

### アグモン博士
デジモンウェブやVジャンプのデジモンコーナーに登場する個体。白衣を着ており高い知能を持っている。デジヴァイスicでは「ハカセボウ」というアイテムを使うことで進化でき、究極体並みの力を持つ。

### 総統
デジモンワールド デジタルカードバトルに登場。多数のアグモンからなるやったるでー協会の会長。バグカードの出現から世紀末の雰囲気を感じ、ファイル島の沈没を予言した。アドルフ・ヒトラーのようなヒゲと髪型が特徴。「ジークアグモン」が合い言葉。

### その他
テレビシリーズの「アドベンチャーのアグモン」と「セイバーズのアグモン」は、10周年記念のCDのジャケットにおいて共演したことがある。太一のアグモンが大の頭に引っ付き、それに対して大のアグモンが怒っているというシチュエーションだった。